# Winsum
Winsum (anhörenⓘ) war eine Gemeinde in den Niederlanden, Provinz Groningen. Sie hatte am 30. September 2018 eine Einwohnerzahl von 13.557. Ihre Gesamtfläche betrug 102,53 km². Die Gemeinde fusionierte zum 1. Januar 2019 mit Bedum, De Marne sowie Eemsmond. Der Name der neuen Gemeinde lautet Het Hogeland. Lediglich die Dörfer Ezinge, Feerwerd und Garnwerd wechselten zur neuen Gemeinde Westerkwartier.

## Orte
In der Gemeinde liegen viele kleine Dörfer und Ortschaften. Die wichtigsten sind: Winsum-Obergum, das fast 8.000 Einwohner hat und in dem sich die Gemeindeverwaltung befindet, Ezinge, Sauwerd, Baflo und Wierum. Die meisten dieser oft sehr alten Dörfer haben einen auf einer „wierde“ (Warft) gelegenen Kern mit einer mittelalterlichen Kirche.

## Geschichte
Die erste Amtliche Beurkundung vom 24. April 1057 bei der Verleihung der Markt-, Münz- und Zollrechte durch den Deutschen König Heinrich IV. ist heute das offizielle Gründungsdatum der Gemeinde Winsum.
Archäologische Ausgrabungen auf dem Gebiet von Ezinge im Rahmen eines Arbeitsbeschaffungsprojektes unter der Leitung von Albert van Giffen zu Beginn der 1930er Jahre konnten aber eine Siedlungskontinuität zwischen 500 v. Chr. und 1500 n. Chr. nachweisen. Unter den Beifunden befand sich auch römerzeitliche Importware.
Ihr Wappen erhielt die Gemeinde Winsum am 21. Mai 1889 von König Willem III.

## Lage und Wirtschaft
Die Gemeinde liegt nur wenige Kilometer nördlich der Stadt Groningen.
Sauwerd, Winsum und Baflo haben kleine Bahnhöfe an Lokaleisenbahnen.
Die Landwirtschaft ist die bedeutendste Erwerbsquelle.
Der Tourismus (Wassersport) wird aber immer wichtiger.

## Sehenswürdigkeiten
Die meisten der oft sehr alten Dörfer haben einen auf einer „Wierde“ (Warft) gelegenen Kern mit einer mittelalterlichen Kirche. Diese Kirchen sind im Sommer oft zur Besichtigung oder zum Orgelkonzert geöffnet.
Die Warft von Ezinge, das schon um 300 v. Chr. bestand, und wo damals aus Ästen und Lehm gebaute rechteckige Hütten standen, wurde in den 1930er Jahren von Archäologen gründlich untersucht. Dabei wurden Gegenstände entdeckt, die aus dem Römischen Reich eingeführt worden waren (jetzt im Groninger Museum in der Stadt Groningen). Auch im Ort gibt es dazu ein kleines Museum.
Auch die Warft von Sauwerd war schon um 400 v. Chr. besiedelt. In der Kirche zu Sauwerd sind der Festungsbaumeister Henrik Ruse, Baron von Rusenstein und seine Frau begraben.
Die malerischen, kleinen Wasserläufe, die durch die Gemeinde fließen, können von Touristen im Kanu befahren werden.

## Bilder

Blick auf Winsum
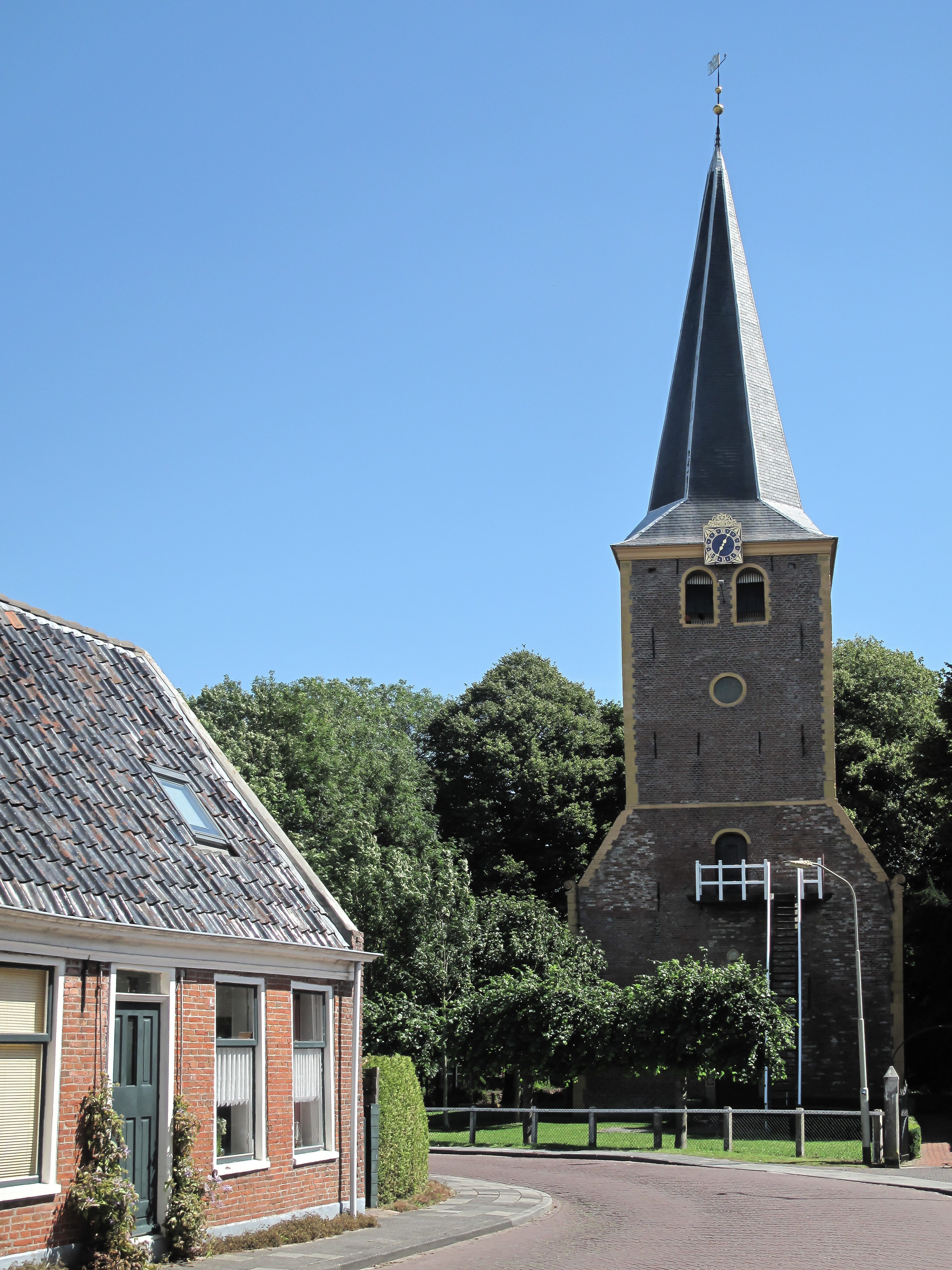
Kirche: die Turmkirche
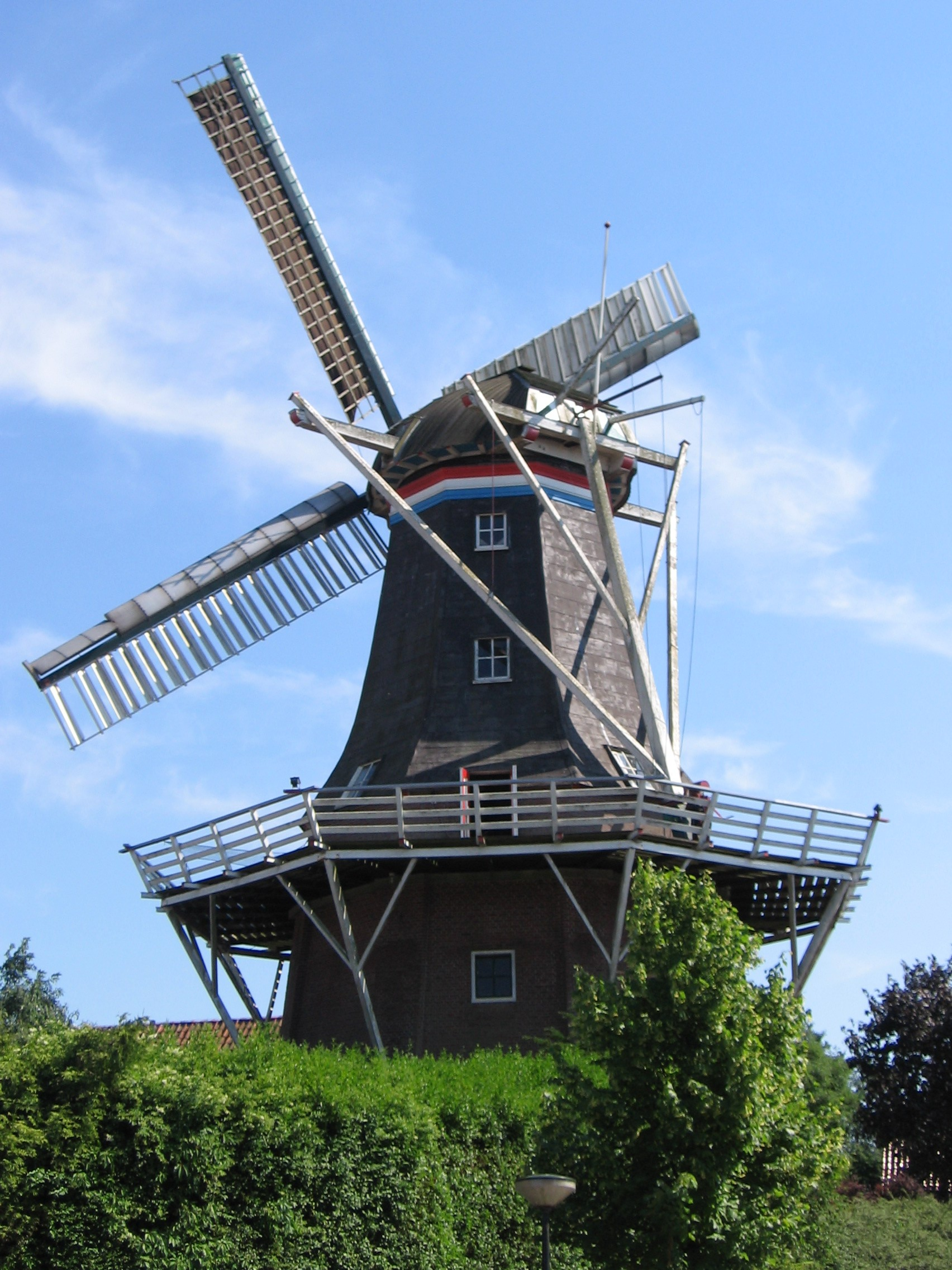
Mühle: Korn. und Schälmühle de Ster
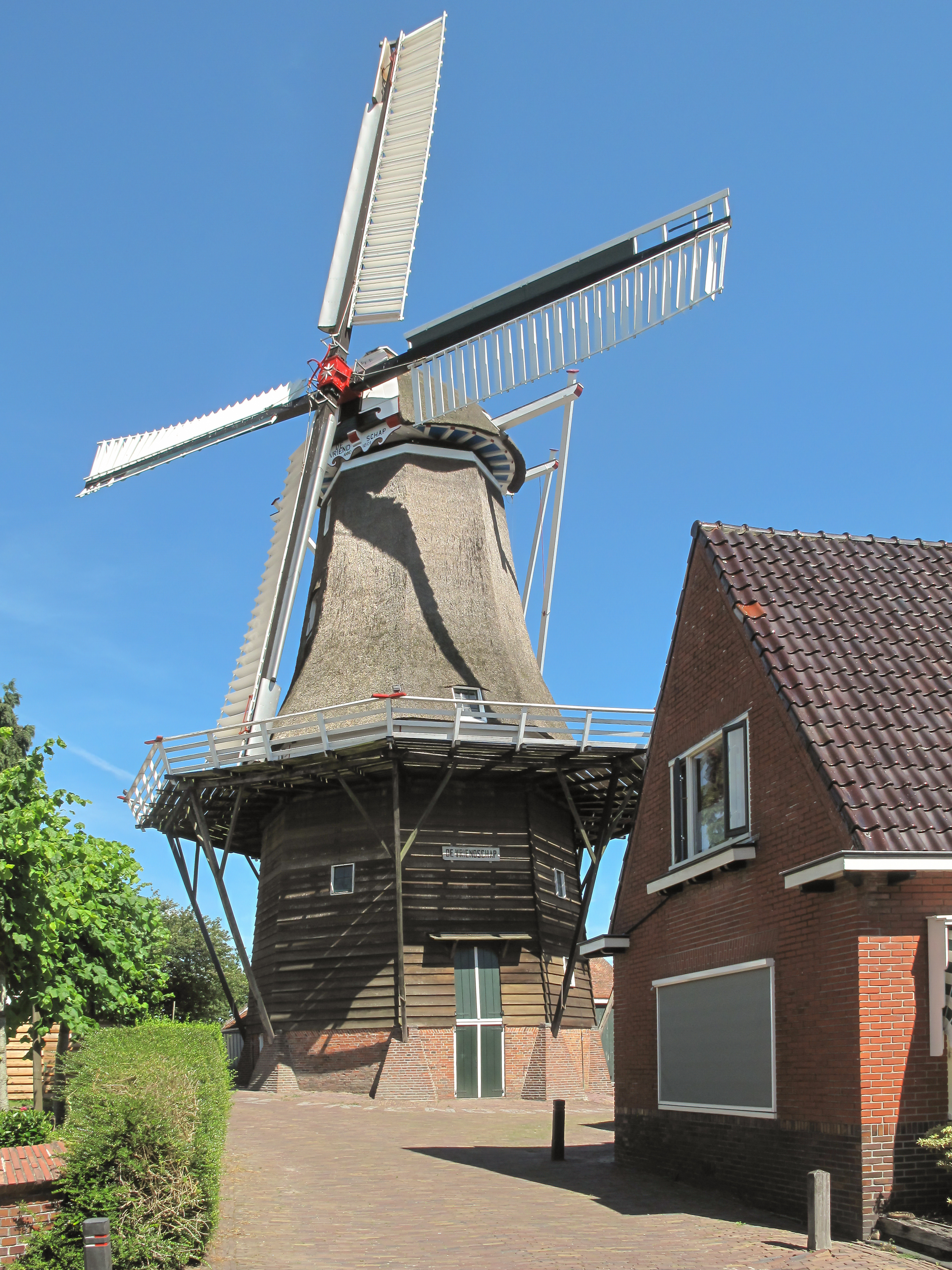
Kornmühle de Vriendschap (die Freundschaft)
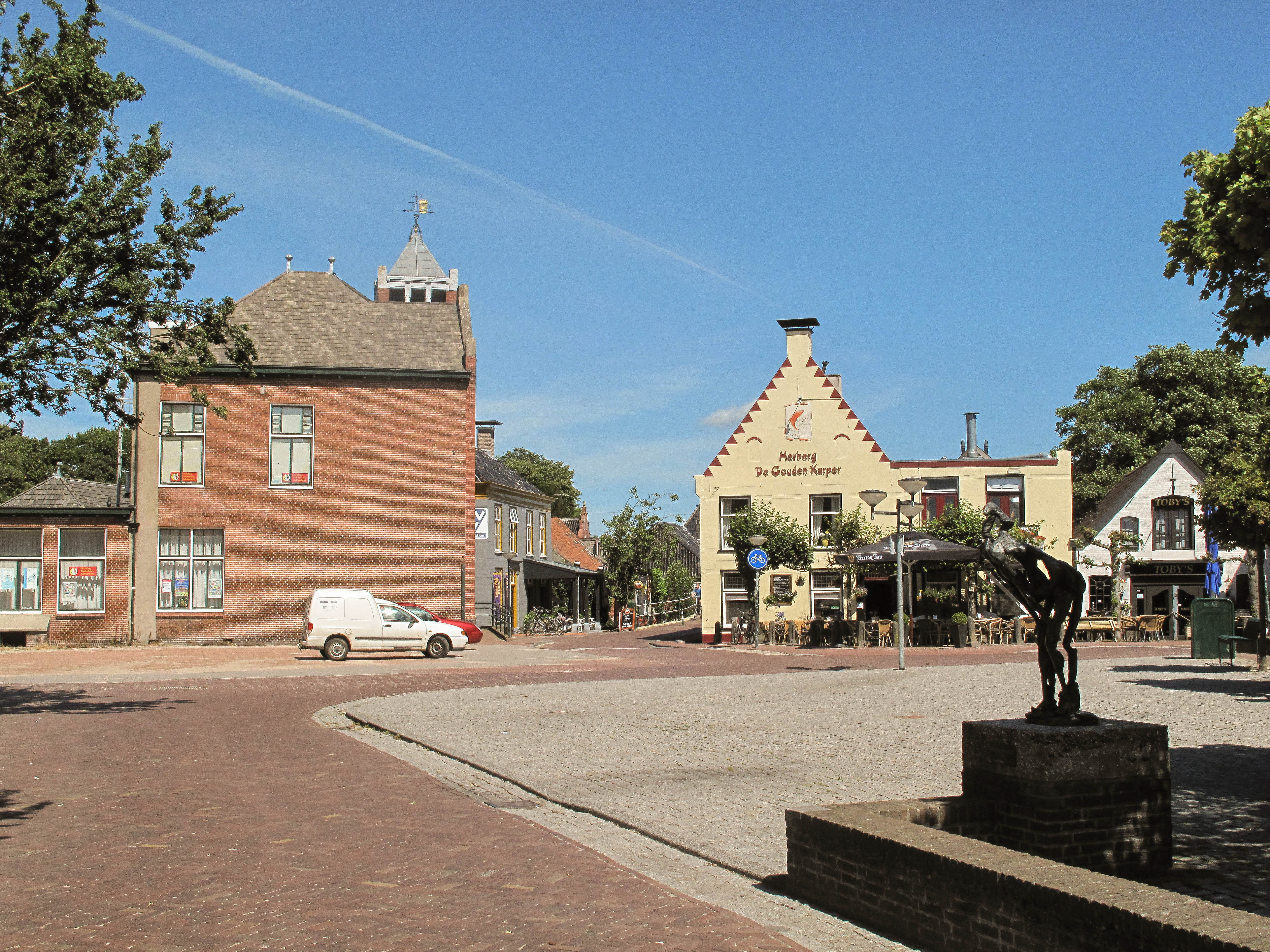
Kreuzungspunkt: Hoofdstraat Winsum - Regnerus Praedinusstraat
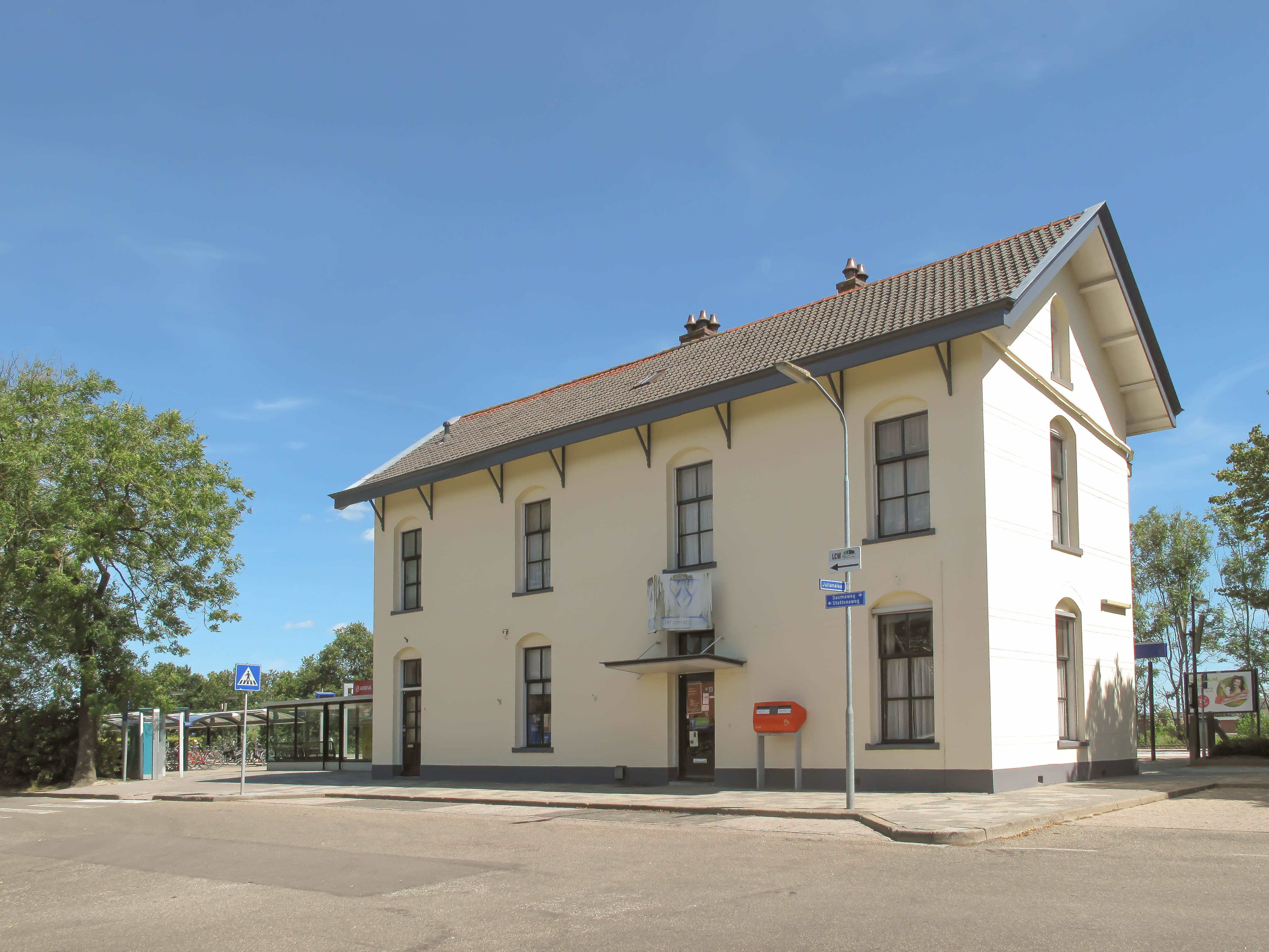
Baflo, Bahnhof

## Politik

### Fusion
Winsum wurde zum 1. Januar 2019 mit Bedum, De Marne und Eemsmond zur neuen Gemeinde Het Hogeland zusammengeschlossen.

### Sitzverteilung im Gemeinderat
Der Gemeinderat wurde zwischen 2002 und der Auflösung der Gemeinde folgendermaßen gebildet:
| Partei                  | Sitze | Sitze | Sitze | Sitze |
| Partei                  | 2002  | 2006  | 2010  | 2014  |
| ----------------------- | ----- | ----- | ----- | ----- |
| Gemeentebelangen Winsum | 3     | 2     | 3     | 4     |
| PvdA                    | 3     | 4     | 3     | 2     |
| CDA                     | 4     | 3     | 2     | 3     |
| ChristenUnie            | 1     | 2     | 2     | 2     |
| GroenLinks              | 2     | 2     | 2     | 2     |
| D66                     | 0     | —     | 1     | 1     |
| VVD                     | 2     | 2     | 2     | 1     |
| Gesamt                  | 15    | 15    | 15    | 15    |

Aufgrund der Fusion zum 1. Januar 2019 fanden die Wahlen für den Rat der neuen Gemeinde Het Hogeland am 21. November 2018 statt.

### Bürgermeister
Vom 18. November 2008 bis zum Zeitpunkt der Gemeindeauflösung war Rinus Michels (CDA) amtierender Bürgermeister der Gemeinde. Zwischen dem 11. Oktober 2010 und dem 16. Juli 2011 übernahm Pieter van der Zaag (CDA) das Amt als Stellvertreter, als Michels aufgrund von gesundheitlichen Problemen eine Auszeit nahm. Zu seinem Kollegium zählten die Beigeordneten Harmannus Blok (ChristenUnie), Marc Verschuren (GroenLinks), Bert Westerink (CDA) sowie der Gemeindesekretär Arthur van Hoorik.
Bürgermeister der Gemeinde Winsum:
- 1811–1816 Jacobus Daniëls Bouer
- 1816–1830 Stephanus Hendericus Numan
- 1831–1862 Geuchien Bartelts Hopma
- 1862–1865 Jasper Ganderheijden
- 1865–1871 Jan Schepel Hzn.
- 1872–1873 Wijtze J. Bekker
- 1873–1878 Hendrik Willem Wierda
- 1878–1918 Enno Wierda
- 1930–1937 Joost Johannes Geradus Boot (ARP)
- 1937–1941 Kier Bosch
- 1941–1946 Reinier Willem Keiser
- 1946–1965 Kier Bosch
- 1965–1971 Jacobus Pieter Miedema (ARP)
- 1972–1978 Hendrik Cornelis Kleemans (CDA)
- 1978–1984 Harm J.E. Bruins Slot
- 1984–1988 Jacob J. Spros (CDA)
- 1989–1990 Frederik Hendrik von Meijenfeldt (CDA)
- 1990–2004 Adriaan Abraham Dees (VVD)
- 2004      J.R.A. (Joop) Boertjens (VVD)
- 2004–2008 Yvonne van Mastrigt (PvdA)
- 2008      Jaap van Dijk (CDA)
- 2008–2010 Rinus Michels (CDA)
- 2010–2011 Pieter van der Zaag (CDA)
- seit 2011 Rinus Michels (CDA)

## Söhne und Töchter
- Elias Feisser (1805–1865), Begründer der niederländischen Baptisten
- Ranomi Kromowidjojo (* 1990), Freistilschwimmerin
- Alieke Tuin (* 2001), Fußballspielerin